# Lonchocarpus sanctuarii
Lonchocarpus sanctuarii é uma espécie vegetal da família Fabaceae.
Apenas pode ser encontrada nas Honduras.